# Settimia Spizzichino
Settimia Spizzichino (Roma, 15 aprile 1921 – Roma, 3 luglio 2000) è stata una superstite dell'Olocausto italiana, unica donna sopravvissuta al rastrellamento del ghetto di Roma; nel corso degli anni divenne una tra le preminenti testimoni e memorie storiche della Shoah italiana.

## Biografia
Quinta di sei figli, Settimia Spizzichino era nata in una famiglia del ghetto ebraico di Roma. Il padre, Mosè Mario Spizzichino, era commerciante di libri. La madre, Grazia Di Segni, fu maestra alla scuola ebraica. Fratelli e sorelle erano Gentile e Pacifico, Ada, Enrica e Giuditta.
Il 16 ottobre 1943 fu deportata insieme alla madre, due sorelle e una nipotina durante il rastrellamento del ghetto.
Il 23 ottobre, dopo sei giorni di viaggio, nel campo Auschwitz-Birkenau iniziò la selezione dei deportati di Roma; mentre la madre e la sorella Ada con la bambina in braccio furono messe nella fila destinata immediatamente alla camera a gas, Settimia con la sorella Giuditta finì nella fila degli abili al lavoro e ricevette il numero 66210. Delle 47 donne rimaste dopo questa prima selezione, Settimia fu l'unica a tornare a casa e a queste compagne di prigionia ha poi dedicato il suo libro di memorie.
Ad Auschwitz-Birkenau le venne assegnato il lavoro di spostare pietre; finì all'ospedale del campo e da qui venne trasferita al blocco 10 di Auschwitz I. 

Il cavalcavia ferroviario di Roma intitolato a Settimia Spizzichino, alla Garbatella

Nell'inverno del 1945, con l'evacuazione di Auschwitz, dovette affrontare una marcia della morte fino al campo di concentramento di Bergen Belsen. Qui i prigionieri venivano ammassati in uno stato di completo abbandono e i morti formavano dei mucchi intorno alle baracche. Il soldato di guardia sulla torretta, impazzito, cominciò a sparare sui prigionieri: Settimia si nascose in un mucchio di cadaveri e lì rimase per diversi giorni fino alla liberazione del campo da parte dei britannici, il 15 aprile 1945.
Tornata a Roma, sentì il dovere di raccontare e continuò la sua opera di testimonianza di fronte alle telecamere, con i giovani nelle scuole e nei viaggi ad Auschwitz. 
Il 10 dicembre 1998 l'allora sindaco di Cava de' Tirreni Raffaele Fiorillo le conferì la cittadinanza onoraria. Tenne il suo ultimo viaggio ad Auschwitz assieme ad alcuni studenti nel 1999 e nel maggio del 2000 per l'ultima volta lasciò la sua testimonianza ad alcuni studenti cavesi nel corso del progetto Il coraggio di ricordare. Morì per un attacco cardiaco nel luglio dello stesso anno all'ospedale Fatebenefratelli di Roma. È sepolta nel Cimitero Flaminio. 
Le sue memorie sono raccolte nel volume scritto insieme a Isa di Nepi Olper Gli anni rubati.
La sua storia è anche diventata un documentario dal titolo Nata 2 volte: storia di Settimia ebrea romana, tratto da un'intervista concessa nel 1998 all'archivio della Survivors of the Shoah Visual History Foundation.
La sua testimonianza è inoltre contenuta nel documentario di Ruggero Gabbai Memoria.
A Roma sono intitolati a suo nome un istituto comprensivo statale ("Poggiali-Spizzichino") e il cavalcaferrovia tra via Ostiense e la circonvallazione Ostiense.
La città di Cava de'Tirreni nel 2011 le ha intitolato una strada.

## Nella letteratura
Settimia Spizzichino è uno dei personaggi principali e delle voci narranti del romanzo di Giuseppe Pederiali Stella di Piazza Giudìa, nel quale le sue vicende s'intrecciano con quelle della protagonista Celeste Di Porto. Nel romanzo i suoi dati biografici sono stati parzialmente alterati: ad esempio, le è attribuito come anno di nascita il 1925 anziché il 1921 per renderla coetanea di Celeste.

## Nel teatro
L'opera teatrale "Roma-Auschwitz andata e ritorno" di Roberto Bencivenga e Luciana Tedesco Bramante, scritta anche grazie alla collaborazione con la nipote Carla Di Veroli, che ha fornito diversi materiali e testimonianze, si ispira alla vicenda di Settimia Spizzichino narrando gli avvenimenti a partire dalla promulgazione delle leggi razziali fino al suo ritorno a casa dopo la deportazione. Lo spettacolo è stato rappresentato per la prima volta nel decennale della scomparsa di Settimia Spizzichino e continua ad essere portato nei teatri e nelle scuole proseguendo idealmente quell'impegno di testimonianza che lei ha portato avanti per tutta la sua vita .

## La Memoria
Importanti e diverse le opere e le manifestazioni in ricordo dell'unica donna sopravvissita alla "razzia del ghetto di Roma" il 16 ottobre 1943.

### Il ponte dedicato alla deportata nella città di Roma
Dopo la sua scomparsa, avvenuta il 3 luglio 2000, il Comune di Roma decise di dedicarle il Ponte Settimia Spizzichino, noto anche come Cavalcavia Ostiense, un viadotto che sovrappassa la linea ferroviaria Roma-Lido e il percorso della linea B della metropolitana. Il ponte fa parte della Circonvallazione Ostiense. 
Il 22 giugno 2012, «la cerimonia di inaugurazione è avvenuta alla presenza del sindaco Gianni Alemanno, del presidente del XI Municipio Andrea Catarci, di quello della comunità ebraica Riccardo Pacifici, e della nipote di Settimia, Carla di Veroli».

### L'emissione di un francobollo del Governo Italiano - 15 aprile 2021
Il Ministero dello sviluppo economico in occasione del centenario della nascita di Settimia Spizzichino ha emesso il 15 aprile 2021 un francobollo, appartenente alla serie "Il senso civico". Il francobollo stampato in rotocalco a cinque colori su carta bianca patinata per trecentomila esemplari dall'Istituto Poligrafico e Zecca dello Stato raffigura una vignetta dell'ingresso al Museo statale di Auschwitz-Birkenau con filo spinato e un bozzetto di Settimia Spizzichino con la frase "Sono tornata per raccontare" e la scritta "Settimia Spizzichino 1921-2021".

### Il centenario della nascita della Spizzichino al MEIS di Ferrara - 15 aprile 2021
Il Museo nazionale dell'ebraismo italiano e della Shoah (MEIS) di Ferrara ha commemorato il 15 aprile 2021 il centenario della nascita di Settimia Spizzichino, nata il 15 aprile del 1921. Unica donna sopravvissuta ai campi fra coloro che furono rastrellati a Roma il 16 ottobre 1943. La Spizzichino fu deportata insieme ai suoi parenti che non fecero più ritorno e precisamente «la madre Grazia Di Segni, le sorelle Giuditta e Ada Spizzichino e la nipotina Rosanna Calò». Al suo ritorno e fino alla sua morte sopraggiunta il 3 luglio del 2000 è stata una instancabile e attiva testimone della Shoah.

## Filmografia
- Memoria (film 1997)

Memoria è un documentario direct-to-video del 1997 diretto da Ruggero Gabbai su soggetto di Marcello Pezzetti e Liliana Picciotto, un film della Fondazione Centro di Documentazione Ebraica Contemporanea (CDEC) di Milano. Il documentario raccoglie le testimonianze di diversi sopravvissuti al campo di sterminio di Auschwitz, con la peculiarità che le testimonianze sono rilasciate presso gli stessi luoghi della loro passata prigionia. Oltre alla testimonianza delle sofferenze patite nel campo, vengono narrate anche le esperienze legate alle umiliazioni e privazioni subite a causa delle leggi razziali del 1938, nonché della segregazione e cattura avvenute in Italia. Una lunga e dettagliata intervista ad Auschwitz viene rilasciata anche da Settimia Spizzichino con la sua esperienza di cavia al blocco 10.
- La Razzia - Roma, 16 ottobre 1943 (film 2018)

Prodotto dalla Fondazione Museo della Shoah per la regia di Ruggero Gabbai su soggetto di Marcello Pezzetti, racconta la storia del rastrellamento di circa 1200 ebrei che alle prime luci dell'alba a Portico di Ottavia, nel pieno centro del ghetto ebraico di Roma ad opera di centinaia di soldati tedeschi agli ordini di ufficiali della Gestapo. La razzia si conclude con l'incarcerazione degli ebrei, parcheggiati nel carcere di Regina Coeli. Nella stessa settimana quelli identificati come appartenenti alla «"razza ebraica" verranno tradotti in Polonia nel campo di sterminio di Auschwitz Birkenau». Il film presenta cinque principali testimonianze di sopravvissuti che fecero ritorno, fra le quali, quella di Settimia Spizzichino.

## Televisione
- Settimia Spizzichino a "Cento minuti" - Donne della Shoah, qui - Rai 1993
- Settimia Spizzichino a Tg2 Dossier qui- Rai 1995
- Settimia Spizzichino a Speciale Mixer qui - Rai 1997